# Uchharangray Navalshankar Dhebar

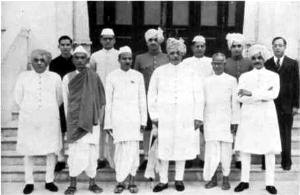
U. N. Dhebar (vierter von rechts) Ende der 1940er Jahre in seiner Funktion als Chief Minister von Saurashtra

Uchharangray Navalshankar Dhebar (* 21. September 1905 in Gangajala, Nawanagar; † 11. März 1977 in Rajkot, Gujarat) war ein indischer Politiker des Indischen Nationalkongresses (INC), dessen Präsident er von 1955 bis 1959 war, sowie Chief Minister von Saurashtra.

## Biografie
Der aus armen Verhältnissen stammende Dhebar konnte trotz seiner Herkunft ein Studium der Rechtswissenschaft absolvieren und wurde nach Beendigung des Studiums ein angesehener Rechtsanwalt. Durch den Einfluss Mohandas Karamchand Gandhi gab er 1936 allerdings die anwaltliche Tätigkeit auf und widmete sich der nationalen Politik. 1941 wurde er von Gandhi dazu berufen, dessen politische Strategie Satyagraha in Viramgam vorzustellen. Kurz darauf wurde er jedoch festgenommen und zu sechs Monaten Freiheitsstrafe verurteilt. Im Anschluss engagierte er sich in der „Quit India“-Bewegung und wurde 1942 erneut verhaftet.
Nach der Erlangung der Souveränität Indiens am 15. August 1947 spielte er eine führende Rolle bei dem Eintritt von Kathiawar zur Indischen Union sowie danach bei der Bildung des Bundesstaates Saurashtra im Jahr 1948. Zwischen 1948 und Dezember 1954 war er erster Chief Minister von Saurashtra und setzte als solcher zahlreiche Reformen zur Förderung der Dorfgemeinschaften durch.
1955 wurde er auf dem Parteitag des INC in Avadi zum Präsidenten der Kongresspartei gewählt und blieb nach seinen Wiederwahlen bei den Parteikongressen 1956 in Amritsar, 1957 in Indore, 1958 in Guwahati sowie 1959 in Nagpur bis 1959 in diesem Amt und wurde danach von Indira Gandhi abgelöst.
Seine Nominierung zum Parteivorsitzenden ging auf eine Entscheidung des bisherigen Parteipräsidenten und Premierminister Jawaharlal Nehru zurück, der aus Gesundheitsgründen auf das Amt des Parteipräsidenten verzichten wollte. Die Nominierung Dhebars war insbesondere deshalb überraschend, weil er zum einen relativ unbekannt war, zum anderen aber nicht einmal Mitglied des 19-köpfigen Arbeitsausschusses der Kongresspartei war.
Unmittelbar nach seiner ersten Wahl hielt er mit den führenden Politikern der Partei eine einwöchige Klausurtagung ab, um den effektivsten politischen Weg der Partei zu entscheiden.
Dhebar, dessen Name auch mit mehreren Sozial- und Bildungseinrichtungen verbunden ist, wurde 1962 zum Mitglied des Unterhauses (Lok Sabha) gewählt und gehörte dieser bis zu seinem Tode an.
1973 wurde er für seine Verdienste mit dem Padma Vibhushan ausgezeichnet, dem zweithöchsten zivilen indischen Verdienstorden.

## Reden
Auf seiner Wahlrede beim Parteitag 1957 in Indore führte er in einer Rede aus:
"Freunde, große Aufgaben liegen vor uns. Zunächst ist da das größte Fragezeichen in der Menschheitsgeschichte. Was soll aus der Welt werden, in der wir leben? Es gibt einige unter uns, die den Weltfrieden aus einem subjektiven Blickwinkel betrachten. Diese argumentieren, dass Indien am Weltfrieden interessiert ist, weil ohne ihn ihre Träume von der Entwicklung bloß Träume bleiben werden. Nicht, dass diese Ansicht unvernünftig oder falsch wäre. Aber die Kongresspartei denkt nicht nur über den internationalen Frieden aus diesem eingeschränkten Blickwinkel. Die Menschheit steht heute an Scheidewegen. Nach der Gewährung einer Periode von Frieden und gutem Willen kann es nichts geben, dass einem universalen Fortschritt und Wohlstand im Wege steht. Auf der anderen Seite gibt es nach dem Sog des Krieges nichts als die vollständige Zerstörung der menschlichen Zivilisation. Niemals sah sich die Menschheit einer Situation gegenüber, die so voll von Möglichkeiten eines beispiellosen Wohlstands und endgültiger Vernichtung ist. Die Beherrschung der Welt befindet sich in der Prüfung und jedes Land, groß oder klein, muss zur Weltgemeinschaft von Toleranz, Verstehen, Weisheit und Staatsmännigkeit beitragen. Wie könnte sich Indien dieser Verantwortung entziehen."